# Lugrin
Lugrin ist eine französische Gemeinde im Département Haute-Savoie in der Region Auvergne-Rhône-Alpes.

## Geographie
Lugrin liegt auf 413 m, 15 Kilometer östlich der Stadt Thonon-les-Bains (Luftlinie). Das Dorf erstreckt sich im Chablais, an aussichtsreicher Lage am unteren Nordhang der Savoyer Voralpen, rund 40 Meter über dem Seespiegel des Genfersees.
Die Fläche des 13,22 km² großen Gemeindegebiets umfasst einen Abschnitt am Südufer des Genfersees; die Seeuferlinie beträgt ungefähr sechs Kilometer. Vom Seeufer erstreckt sich das Gemeindeareal über den stetig ansteigenden Hang bis in das Waldgebiet Bois des Rigoles, das von mehreren Erosionsrinnen durchzogen wird. Oberhalb dieses Waldes erstreckt sich auf rund 870 m eine Geländeterrasse, der östlichste Teil des Pays de Gavot. Daran schließt sich die Waldhöhe des Mont Bénand an, auf der mit 1244 m die höchste Erhebung von Lugrin erreicht wird. Östlich von Lugrin reicht der Gemeindeboden bis an den felsigen Steilhang bei Meillerie.

### Gemeindegliederung
Zu Lugrin gehören neben dem eigentlichen Dorfzentrum verschiedene Weilersiedlungen:
- Allaman (410 m)
- Vieille Église (440 m)
- Tourronde (375 m) am Seeufer
- Chez Busset (480 m) oberhalb des Dorfes
- Véron (483 m)
- Troubois (455 m)
- Les Combes (561 m)
- Laprau (883 m) auf der Geländeterrasse am östlichen Rand des Pays de Gavot, am Fuß des Mont Bénand

Nachbargemeinden von Lugrin sind Meillerie und Thollon-les-Mémises im Osten, Bernex und Saint-Paul-en-Chablais im Süden sowie Maxilly-sur-Léman im Westen.

## Geschichte

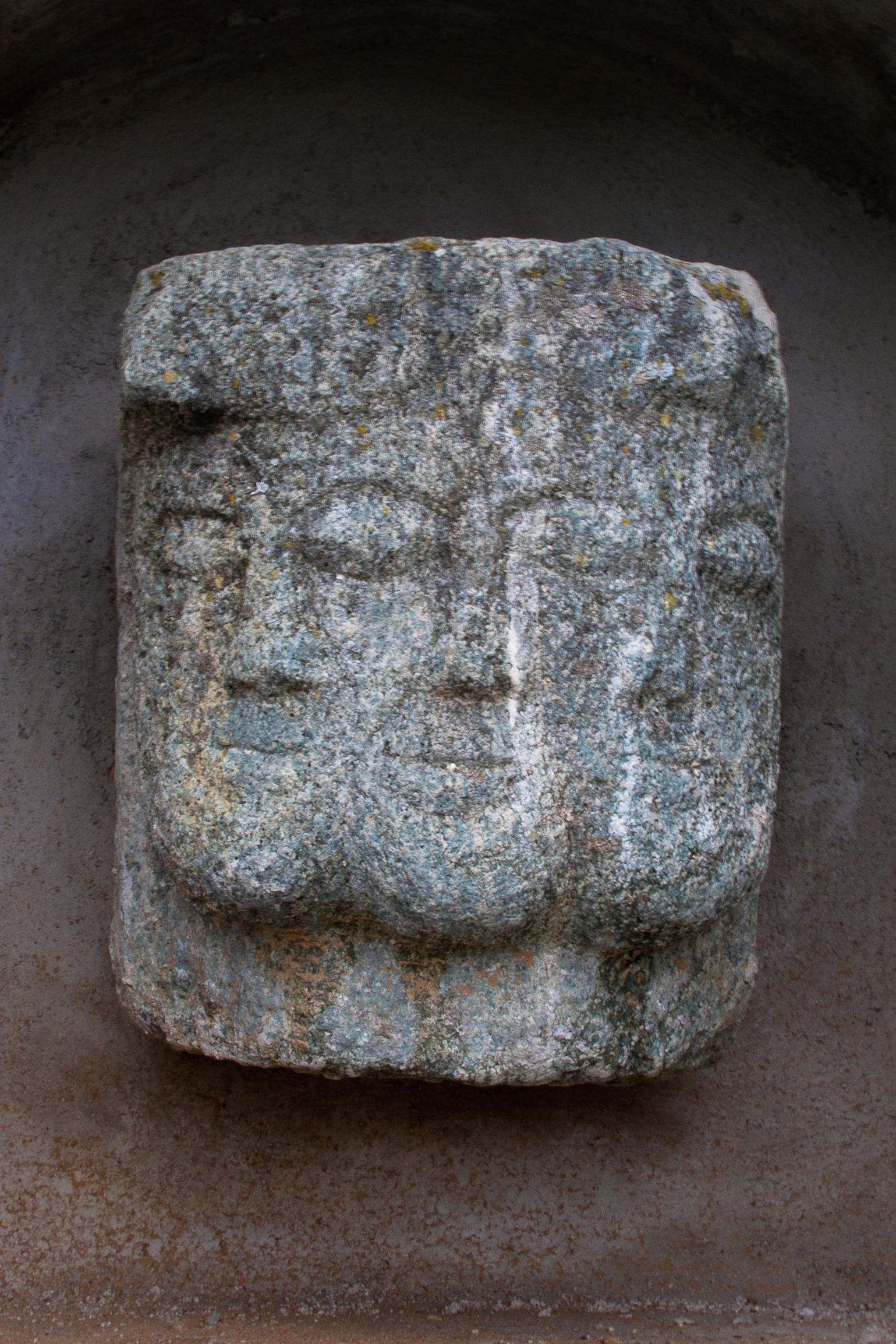
Dreiköpfige Skulptur von Lugrin - Monument historique seit 1954

Das Gemeindegebiet von Lugrin war schon sehr früh bewohnt. Es wurden Spuren aus dem Neolithikum, aus der Römerzeit und aus der Burgunderzeit gefunden. Erstmals urkundlich erwähnt wird der Ort im 9. Jahrhundert unter der Bezeichnung ad Logrino. Wahrscheinlich ist der Ortsname keltischen Ursprungs.

## Sehenswürdigkeiten
Die Dorfkirche stammt aus dem 19. Jahrhundert. Der Ortsteil Tourronde war früher ein typisches Fischerdorf. In der Umgebung von Lugrin befinden sich mehrere Schlösser, darunter das Château de Blonay (16. Jahrhundert, im 19. Jahrhundert verändert) nahe dem Seeufer, das Château d’Alleman und das Manoir des Châtillons.

## Bevölkerung
| Jahr                       | 1962 | 1968 | 1975 | 1982 | 1990 | 1999 |
| Einwohner                  | 1278 | 1344 | 1334 | 1417 | 2025 | 1997 |
| Quellen: Cassini und INSEE |      |      |      |      |      |      |

Mit 2536 Einwohnern (Stand 1. Januar 2022) gehört Lugrin zu den mittelgroßen Gemeinden des Département Haute-Savoie. Vor allem während der 1980er Jahre wurde dank der schönen Wohnlage ein starkes Wachstum der Einwohnerzahl verzeichnet. Außerhalb des alten Dorfkerns entstanden zahlreiche Einfamilienhäuser.

## Wirtschaft und Infrastruktur
Lugrin war bis weit ins 20. Jahrhundert hinein ein vorwiegend durch die Landwirtschaft geprägtes Dorf. Heute gibt es verschiedene Betriebe des lokalen Kleingewerbes. Zahlreiche Erwerbstätige sind Wegpendler, die in den größeren Ortschaften der Umgebung, vor allem in Évian-les-Bains und Thonon-les-Bains, ihrer Arbeit nachgehen.
Die Ortschaft liegt etwas oberhalb der Hauptstraße N5, die von Thonon-les-Bains entlang dem Seeufer nach Saint-Gingolph führt. Weitere Straßenverbindungen bestehen mit Maxilly-sur-Léman und Thollon.
Der Ort besaß einen Bahnhof an der Tonkinlinie, eine Wiedereröffnung ist bis 2015 vorgesehen.

## Persönlichkeiten
- Raymond Bouchex (1927–2010), Erzbischof von Avignon